# Achaearanea serax
Achaearanea serax är en spindelart som beskrevs av Claude Lévi 1959. Achaearanea serax ingår i släktet Achaearanea och familjen klotspindlar. Inga underarter finns listade i Catalogue of Life.